# RKO Pictures LLC
RKO Pictures LLC (gelegentlich auch: RKO-Pavilion) ist ein amerikanisches Filmproduktions- und Filmverleihunternehmen. Die Firma entstand 1989 als Zusammenschluss von Dina Merrills und Ted Hartleys Pavilion Communications mit RKO/Six Flags Entertainment Inc., einem 1981 von General Tire gegründeten Unternehmen, das als RKO/Six Flags Entertainment Inc. seit 1987 der Wesray Capital Corporation gehört hatte.
Viele der Produktionen von RKO Pictures LLC sind Remakes von Filmen des historischen Hollywoodstudios RKO Pictures, an dessen Stoffen und Drehbüchern das Unternehmen heute die Rechte besitzt. 2007 entstand innerhalb von RKO Pictures LLC eine Abteilung Roseblood Movie Company, die auf die Produktion von Horrorfilmen spezialisiert ist.
Standort des Unternehmens, das wie die meisten modernen Produktionsfirmen dieser Größenordnung keine eigenen Studioanlagen besitzt, ist Los Angeles.

## Filmografie
Als Produktionsfirma, wenn nicht anders angegeben:
- 1990: Labyrinth der Vergangenheit (False Identity)
- 1990: Lantern Hill, Fernsehfilm
- 1992: Laws of Gravity – nur Verleih
- 1993: It’s All True
- 1996: Milk & Money
- 1996: Holiday Affair, Fernsehfilm
- 1998: Mein großer Freund Joe (Mighty Joe Young)
- 2001: Das Ritual – Im Bann des Bösen (Ritual)
- 2002: The Magnificent Ambersons, Fernsehfilm
- 2003: The Gin Game, Fernsehfilm
- 2003: Shade (Shade)
- 2006: Laura Smiles
- 2007: Sind wir endlich fertig? (Are We Done Yet?)
- 2009: Gegen jeden Zweifel (Beyond a Reasonable Doubt)

## Erbe
Das Unternehmen ist ein Rechtsnachfolger des großen Hollywoodstudios RKO Pictures (1929–1957). So besitzt RKO Pictures LLC die Rechte an allen Markenzeichen und Logos, die mit diesem Studio verbunden sind, sowie alle Rechte an den Skripts, Drehbüchern, Remakes und Ähnliche, die mit den RKO-Filmbeständen zu tun haben. Es besitzt dagegen keine Auswertungsrechte an den Filmbeständen selbst; diese liegen heute zum größten Teil bei Time Warner.